# Úmoří (přítok Svitavy)
Úmoří, místním názvem i Kamínka, je potok v okrese Blansko, pravý přítok Svitavy. Je dlouhý 16 km, nejdelší zdrojnicí je Petrůvka.

## Průběh toku

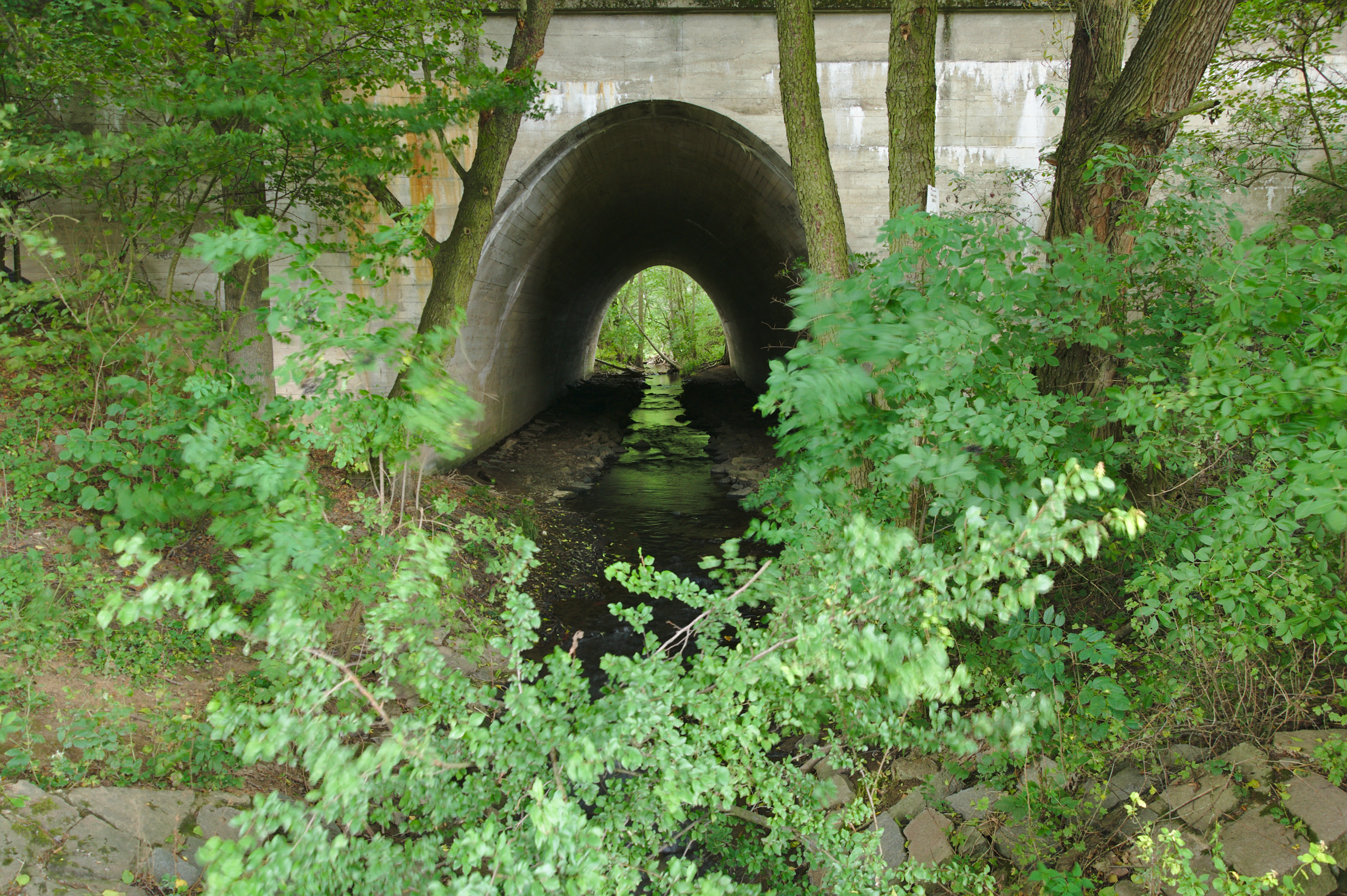
Úmoří podtékající těleso nedokončené dálnice Vídeň–Vratislav

Pramení jižně od Rozseče nad Kunštátem, teče na jihovýchod přes Hluboké u Kunštátu a stáčí se na východ do Zbraslavce, kde přijímá zleva Petrůvku tekoucí od města Kunštátu. Přes Zbraslavec teče na jih, a na území Drnovic, kde se zprava vlévá Lhotka, se postupně stáčí opět k východu. Přitom opouští Hornosvrateckou vrchovinu a teče napříč Boskovickou brázdou. Míjí Krhov a u Jabloňan mění směr k severu, aby obtekla vrch Fáberky. Ve Skalici nad Svitavou se obloukem stáčí opět na jihovýchod, přijímá zleva potok Výpustek a vlévá se do Svitavy.